# Villars-le-Comte
Villars-le-Comte es una comuna suiza perteneciente al distrito de Broye-Vully del cantón de Vaud.
En 2015 tiene 150 habitantes en un área de 36 km².
Se sitúa diez kilómetros al sureste de Yverdon-les-Bains, en el límite con el cantón de Friburgo.
Se menciona por primera vez en 1147 como Vilario comitis y su nombre significa "pueblo del conde".

## Demografía
Evolución demográfica: